# Julian Richings
Julian Richings, né le 30 août 1956 à Oxford, est un acteur canadien.

## Filmographie

### Cinéma
- 1988 : Magie rose (Love at Stake) de John Moffitt (en) : Crieur public
- 1991 : Le Festin nu (Naked Lunch) de David Cronenberg : le quatrième exterminateur
- 1995 : Moonlight et Valentino de David Anspaugh : un coiffeur
- 1997 : Secrets d'ados (en) (The Boys Club) : Officier Cole
- 1997 : Mimic de Guillermo del Toro : un ouvrier
- 1997 : Cube de Vincenzo Natali : Alderson
- 1998 : Le Violon rouge de François Girard : Nicolas Olsberg
- 1998 : Urban Legend de Jamie Blanks : le concierge bizarre
- 1999 : Detroit Rock City d'Adam Rifkin : Ticket Taker
- 2000 : Rédemption (The Claim) de Michael Winterbottom  : Bellanger
- 2001: Treed Murray : un sans-abri
- 2002 : Cœurs inconnus (Between Strangers) d'Edoardo Ponti
- 2003 : Ma vie sans moi (My Life Without Me) d'Isabel Coixet : Dr Thompson
- 2003 : Détour mortel (Wrong turn) : Three Finger
- 2003 : Open Range de Kevin Costner : Wylie
- 2004 : Kingdom Hospital : Otto/Blondie (voix)
- 2004 : Adorable Julia (Being Julia) d'István Szabó : Mr Turnbull
- 2006 : La Secte (The Last Sect) : Karpov
- 2006 : X-Men : L'Affrontement final (X-Men: The Last Stand) de Brett Ratner : l'organisateur du spectacle des mutants
- 2006 : The Tracey Fragments de Bruce McDonald : Dr Heker
- 2007 : Shoot 'Em Up : Que la partie commence (Shoot 'Em Up) de Michael Davis : Le chauffeur Hertz
- 2007 : Saw 4 de Darren Lynn Bousman : Le vagabond
- 2008 : Jack and Jill vs. the World (en) de Vanessa Parise : Mr Smith
- 2010 : Percy Jackson : Le Voleur de foudre de Chris Columbus : le passeur du Styx
- 2013 : L'Extravagant voyage du jeune et prodigieux T.S. Spivet de Jean-Pierre Jeunet
- 2013 : Man of Steel de Zack Snyder : Lor-Em
- 2013 : The Colony de Jeff Renfroe
- 2015 : Reign de Corey Misquita : monsieur Ian
- 2015 : Régression d'Alejandro Amenábar
- 2015 : The Witch de Robert Eggers
- 2016 : Blood Hunters (en) de Tricia Lee : Père Stewart
- 2017 : The Space Between d'Amy Jo Johnson : Stash
- 2019 : Polar de Jonas Åkerlund
- 2020 : Stardust de Gabriel Range
- 2020 : Anything for Jackson de Justin G. Dyck (en)
- 2020 : Hall (en) de Francesco Giannini
- 2020 : Vicious Fun (en) de Cody Calahan
- 2021 : Chaos Walking de Doug Liman
- 2021 : Charlotte d'Eric Warin et Tahir Rana (voix)
- 2021 : Stanleyville (en) de Maxwell McCabe-Lokos (en)
- 2022 : Relax, I'm from the Future (en) de Luke Higginson
- 2023 : Beau Is Afraid d’Ari Aster : l'homme étrange

### Télévision

#### Téléfilms
- 1986 : The Incredible Time Travels of Henry Osgood de Dave Thomas : l'un des tyrans de Charles Dickens
- 1990 : Clarence de Eric Till : Reynolds
- 1995 : Fausse piste (The Shamrock Conspiracy) de James Frawley : le lecteur
- 1995 : The Song Spinner (en) de Randy Bradshaw : Agent Callo
- 1995 : Strauss: The King of 3/4 Time de Kit Hood (en) : Bono
- 1997 : Le Noël de Madame Scrooge (en) (Ms. Scrooge) de John Korty : le fantôme du Noël futur
- 1997 : Artemisia de Adrienne Clarkson : un peintre
- 1997 : Once a Thief: Brother Against Brother d'Allan Kroeker, David Wu (en) et Glenn Davis : Camier
- 1998 : Universal Soldier 2 : Frères d'armes (Universal Soldier II: Brothers in Arms) de Jeff Woolnough (en) : Bix
- 1998 : Once a Thief: Family Business de T. J. Scott (en) : Camier
- 1999 : Chasseurs de frissons (The Time Shifters) de Mario Azzopardi : Murray Trevor
- 2000 : The Crossing (en) de Robert Harmon : McKenzie
- 2000 : Hustle de Stuart Cooper : l'inspecteur Walsh
- 2001 : Prince charmant (Prince Charming) de Allan Arkush : Wacktazar
- 2001 : L'Antre du Diable (The Pretender: Island of the Haunted) de Frederick King Keller (en) : Frère Clote
- 2002 : Pour le meilleur et pour le crime (Drive Time Murders) d'Eleanore Lindo : le médecin
- 2003 : Salem Witch Trials (en) de Joseph Sargent : Jonathan Walcott
- 2003 : Eloise, déluge au Plaza (en) (Modèle:Langue=en) de Kevin Lima : Patrice
- 2003 : Eloïse fête Noël (en) (Modèle:Langue=en) de Kevin Lima : Patrice
- 2004 : La Mise finale (en) (The Last Casino) de Pierre Gill : Orr
- 2007 : Roxy Hunter and the Mystery of the Moody Ghost (en) d'Eleanore Lindo : M. Tibers, le bibliothécaire
- 2007 : Le Cœur de la bête (Nature of the Beast) de Rodman Flender (en) : Dr. Chamberlain
- 2008 : ''Roxy Hunter and the Myth of the Mermaid (en) d'Eleanore Lindo : M. Tibers
- 2008 : ''Roxy Hunter and the Horrific Halloween (en) d'Eleanore Lindo : M. Tibers
- 2008 : ''Roxy Hunter and the Secret of the Shaman (en) d'Eleanore Lindo et Terry Shakespeare : M. Tibers
- 2011 : Huit centimètres (en) (Three Inches) de Jace Alexander (en) : Ethan
- 2011 : Dave vs Death (court-métrage) de Patrick Hagarty : la Mort
- 2019 : Sous les lumières de Noël (The Christmas Temp) de Bill Corcoran (en) : Luca

#### Séries télévisées
- 1987 : Adderly (en) : George, l'armurier (saison 1, épisode 14)
- 1989 - 1990 : La Nouvelle Guerre des mondes (War of the Worlds) : Ardix
- 1990 : Force de frappe (Counterstrike) : Rettie (saison 1, épisode 4)
- 1991 : Maniac Mansion : Tax Man (saison 1, épisode 18)
- 1991 - 1995 : Minutes du patrimoine (Heritage Minutes) : 
  - Alan Alexander Milne (saison 1, épisode 13)
  - Henri VII (saison 2, épisode 11)
- 1992 : The Valour and the Horror : John Crocker (saison 1, épisode 3)
- 1993 : Street Legal (en) : Rolan Atkinson et Harold Cooper-Haye (saison 7, épisode 15 et saison 8, épisode 11)
- 1993 - 1994 : Les Premières Fois (Ready or Not) : M. Boyle (saisons 1 et 2, 4 épisodes)
- 1994 : RoboCop : Dr. Proctor (saison 1, épisode 10)
- 1994 : Les Aventures d'Arthur le Dragon (The Adventures of Dudley the Dragon) : l'Alien (saison 2, épisode 12)
- 1995 : Le Justicier des ténèbres (Forever Knight) : Dr Paul Dana (saison 2, épisode 20)
- 1995 : Lonesome Dove: The Outlaw Years (en) : l'homme de main de Logan (saison 1, épisode 5)
- 1996 : Un tandem de choc (Due South) : Miles Emery (saison 2, épisode 5)
- 1997 : Psi Factor, chroniques du paranormal : Earl Cornell (saison 1, épisode 17)
- 1997 - 1998 : Les Repentis (Once a Thief) : Camier
- 1997 - 1999 : La Femme Nikita : Errol Sparks (saison 1, épisode 3 et saison 3, épisode 16)
- 1998 : Les Aventures de Shirley Holmes : Dr. Saul Sprockett (saison 3, épisode 4)
- 1998 : L'Immortelle (Highlander: The Raven) : Basil Morgan (saison 1, épisodes 1 et 6)
- 1999 - 2000 : I Was a Sixth Grade Alien! (en) : Meenom
- 1999 - 2000 : Amazon : Elder Malakai
- 2000 : Mystère Zack (The Zack Files) : le Chapelier Fou (saison 1, épisode 1)
- 2001 : MythQuest (en) : Loki (saison 1, épisode 2)
- 2002 : Les Enquêtes de Nero Wolfe : 
  - le Poète (saison 2, épisodes 1 et 2)
  - Jerome Aland (saison 2, épisode 4)
  - Peter Jay (saison 2, épisode 5)
  - Alger Kates (saison 2, épisodes 13 et 14)
- 2002 : Tracker (en) : Max (saison 1, épisode 12)
- 2003 : Slings & Arrows (en) : Reg Mortimer (saison 1, épisode 2)
- 2004 : Kingdom Hospital : Otto, Blondi
- 2004 - 2006 : Puppets Who Kill (en) : 
  - le peintre français (saison 2, épisode 2)
  - M. Portnoy (saison 4, épisode 4)
- 2005 : Missing : Disparus sans laisser de trace (1-800-Missing) : Doc (saison 3, épisodes 1 et 2)
- 2006 : At the Hotel (en) : l'Homme bébé (saison 1, épisode 5)
- 2007 : Glurp Attack (Grossology) : Darko Crevasse (voix - saison 1, épisode 23)
- 2008 : XIII : La Conspiration : Cody
- 2008 : The Trojan Horse (en) : Barrie
- 2009 : Sea Wolf (en) : Mugridge
- 2009 : The Border : Professeur Adrian Maguire (saison 3, épisode 9)
- 2009 - 2010 : Heartland : Levon Hanley (saison 3, épisodes 4 et 15)
- 2010 : Wingin' It (en) : William Shakespeare (saison 1, épisode 13)
- 2010 : Lost Girl : Arval (saison 1, épisode 6)
- 2010 - 2012 : Todd and the Book of Pure Evil : le Chef Cagoulé / Atticus Murphy Sr.
- 2010 - 2015 : Supernatural : La Mort, un des quatre cavaliers de l'Apocalypse (saisons 5, 6, 7, 9 et 10)
- 2011 : La Maison sur le lac (Bag of Bones) : Elmer Durgin
- 2012 : Republic of Doyle : Lionel Harris (saison 3, épisode 11)
- 2012 : Le Transporteur : Edouard Orlande (saison 1, 4 épisodes)
- 2012 - 2023 : Les Enquêtes de Murdoch : 
  - Phillip Uxbridge (saison 5, épisode 3)
  - Carny (saison 17, épisode 5)
- 2013 : Hemlock Grove : le médecin suisse (saison 1, épisode 8)
- 2013 : Rookie Blue : Cedric (saison 4, épisode 5)
- 2014 : The Listener : Miles Mellini (saison 5, épisode 4)
- 2014 : Hell on Wheels : L'Enfer de l'Ouest : le commis aux archives du SLC (saison 4, épisode 13)
- 2014 - 2016 : Orphan Black : Benjamin Kertland
- 2015 : Whatever, Linda (en) : Aloysius Finkle
- 2015 : Hannibal : l'homme tenu captif par Chiyoh (saison 3, épisode 3)
- 2015 : The Expanse : Vargas (saison 1, épisode 1)
- 2015 - 2018 : American Patriot (Patriot) : Peter Icabod
- 2016 : Killjoys : l'Ancien Scarback (saison 2, épisode 8)
- 2017 : Fare Trade : Shifty (saison 1, épisode 3)
- 2018 : Les Chroniques de la peur (Creeped Out) : Zephaniah (saison 1, épisodes 12 et 13)
- 2018 : The Magicians : Asteroth (saison 3, épisode 3)
- 2018 : Channel Zero : le Jardinier (saison 3, épisodes 4 à 6)
- 2018 : 12 Monkeys : le conseiller du témoin
- 2018 : Frontier : M. Pickersgill (saison 3, épisode 4)
- 2019 : Doom Patrol : Sturmbannführer Heinrich Von Fuchs (saison 1, épisodes 1 et 3)
- 2019 : Talent Drivers : Vince (saison 1, épisode 3)
- 2019 : American Gods : Iktomi (saison 2, épisode 3)
- 2019 : Blood & Treasure : Alessandro (saison 1, 4 épisodes)
- 2019 : Perpetual Grace, LTD (en) : Jonathan Joy (saison 1, épisodes 7 à 10)
- 2019 : Carter (en) : Ray Understone (saison 2, épisode 2)
- 2020 : Detention Adventure (en) : Gregor Harding (saison 2, épisodes 5 et 10)
- 2021 : Chapelwaite : Phillip Boone
- 2022 : Umbrella Academy : Chet Rodo (saison 3)
- 2022 : Le Cabinet de curiosités de Guillermo del Toro (Guillermo del Toro's Cabinet of Curiosities) : Dooley (saison 1, épisode 2)
- 2022 : Reginald the Vampire : Logan (saison 1, épisodes 9 et 10)
- 2024 : Percy Jackson et les Olympiens : Procuste « Crusty » (saison 1, épisode 7)
- 2025 : L'Institut : Trevor Stackhouse

### Jeux vidéo
- 2015 : Assassin's Creed Syndicate : Charles Darwin
- 2018 : Starlink: Battle for Atlas : Grax
- 2020 : Watch Dogs: Legion : Voix additionnelles